# Maxx
Maxx è un personaggio dei fumetti creato da Sam Kieth e pubblicato dalla casa editrice statunitense Image Comics dal 1993 al 1998. Dopo il debutto sulla serie antologica Darker Image, gli viene dedicata la serie regolare The Maxx, che dura 35 numeri e chiude nel febbraio 1998. A partire dal 2003 la serie viene raccolta in formato trade paperback dall'etichetta WildStorm, di proprietà della DC Comics. Nel 2013 la serie viene riproposta dalla IDW Publishing in una nuova edizione rimasterizzata (dalle tavole originali) e ricolorata sotto la supervisione dello stesso Sam Keith.
Maxx è un supereroe al di fuori di ogni stereotipo del genere e vive le sue avventure in due realtà differenti. La prima è quella che lo vede vagabondare come senza tetto nei quartieri degradati di una metropoli e l'altra è la terra selvaggia dell'outback australiano dove combatte strane creature al fianco di un'affascinante ragazza della giungla (jungle girl o Jungle Queen).

## Storia editoriale

### Contesto e ideazione
Maxx viene creato da Keith nel 1993 per essere pubblicato dalla casa editrice Image. Siamo nell'anno di massima espansione del mercato fumettistico statunitense e, visti gli elevati ordinativi ottenuti dai fumetti della casa editrice indipendente Image (nata appena un anno prima nel 1992), Keith cerca di sfruttare il momento e prendere l'onda del successo di artisti quali Rob Liefeld, Erik Larsen e Todd McFarlane. Tra i suoi schizzi degli anni ottanta trova questo strano personaggio che esprime al meglio lo stile grottesco e quirky (cioè bizzarro) dello stesso autore e intorno a questo materiale comincia ad espandere le idee che generano lo strano universo della serie Maxx. Rispetto ai fondatori della Image, Keith non ha mai ottenuto grande successo con la Marvel Comics in quanto il suo stile è ritenuto eccessivamente grottesco e deformante dell'anatomia umana e questo in un periodo in cui si osannano i muscoli ipertrofici e sproporzionati dei supereroi di Liefeld. Lo stile di Keith è però eccessivo anche per i primi anni novanta e questo lo porta a perdere anche il ruolo di disegnatore della serie regolare The Sandman di Neil Gaiman (pubblicata dalla DC Comics), pietra miliare della storia modern age del fumetto. Alla Marvel non ha più fortuna e nel 1993 si ritrova a dover fare un paio di copertine al mese e nessuno editor se la sente di affidargli una serie regolare. L'esplosione della Image gli offre l'opportunità di proporre il suo stile e una storia a lui congeniali.

### La nuova edizione IDW Publishing
Nel 2013, a distanza di vent'anni dalla prima apparizione del personaggio, la IDW decide di riproporre la serie The Maxx nel suo formato originale di albo di 32 pagine, spillato, a colori con periodicità mensile. Si tratta di una re-mastered edition (cioè edizione rimasterizzata) le cui pagine sono scannerizzate dalle tavole originali e stampate con una nuova colorazione supervisionata dallo stesso Sam Kieth. Il nuovo titolo è The Maxx: Maxximized. Per ogni albo vengono proposte due copertine, una standard e una subscription variant (cioè copertina alternativa per chi sottoscrive l'abbonamento alla serie), entrambe sono versioni ricolorate da Kieth di copertine già pubblicate.
Nel 2014 la IDW pubblica l'albo antologico Hero Comics 2014 che contiene storie di diversi autori e i cui ricavati vanno al progetto benefico The Hero Initiative. Tra i contributi c'è una nuova storia di Maxx realizzata da Sam Keith. Si tratta della prima nuova storia del personaggio mai realizzata dopo gli anni novanta. Dell'albo viene anche realizzata una copertina alternativa (o variant cover in originale) disegnata da Kieth e avente come soggetto lo stesso Maxx e julie.
Nel 2015, viene realizzato un volume della linea Artist's Edition dedicata al lavoro di Sam Kieth sul personaggio. Il primo volume esce a dicembre e raccoglie la prima storia Image di Maxx su Darker Image n.1 e i primi sei albi della serie regolare. A questi si aggiunge una selezione delle migliori copertine. L'opera viene presentata con pagine in bianco e nero scannerizzate dalle tavole originali su cui ha lavorati Kieth. Se ne rispettano quindi i dettagli e le dimensioni per valorizzare le matite e le chine dell'artista. Il tutto viene raccolto in una edizione cartonata di 168 pagine, che presenta per ciascuna copia una placca con la firma dell'artista, senza costi aggiuntivi. Questo però vale solo per le copie della prima edizione. 
La serie regolare si era conclusa nel 1998 e negli anni successivi il personaggio compie solo sporadiche apparizioni come guest-star di altri albi Image e nell'albo antologico Hero Comics 2014. Per arrivare alla pubblicazione di una nuova serie su The Maxx bisogna attendere un ventennio. Nel 2018 esce infatti l'intercompany crossover Batman/The Maxx dove si assiste all'incontro tra la creatura di Sam Keith e l'iconico personaggio creato da Bob Kane e Bill Finger. Ciò è reso possibile dall'accordo tra la DC Comics (storico editore di Batman) e la IDW Publishing. Si tratta di una limited-series di 5 albi che viene interamente disegnata da Sam Keith che ne realizza anche i testi con la collaborazione del plurivincitore dell'Emmy Award John Layman. Quest'ultimo ha già lavorato sul personaggio di Batman per la serie Detective Comics ed è celebre per il fumetto indipendente Chew.

### Pubblicazioni
Maxx debutta sul primo numero della miniserie antologica Darker Image, la quale prevedeva altri tre numeri mai pubblicati. Nello stesso anno ottiene però la prima e unica serie regolare a lui dedicata: The Maxx. Questa genera anche uno spin-off dal titolo Friends of Maxx. Durante il periodo Image (1993-1998) il personaggio appare in altri albi storici dello stesso editore quali Youngblood e The Savage Dragon nel tentativo di inserire le sue storie nella continuity del nuovo universo fumettistico dell'allora neonata casa editrice indipendente.
Di seguito l'elenco delle pubblicazioni:
- Darker Image, miniserie antologica, Maxx appare nel n.1, di Sam Kieth - William Messner-Loebs (testi), S.Keith - Jim Sinclair (matite), S.Keith - J.Sinclair (chine), Image Comics (editore), marzo 1993.
- The Maxx nn.1-35, serie regolare (conclusa), S.Kieth - W.Messner-Loebs - Alan Moore - Dave Feiss (testi), S.Keith - J.Sinclair - D.Feiss (matite), S.Keith - J.Sinclair - D.Feiss (chine), Image Comics (editore), marzo 1993 - febbraio 1998.
- Youngblood (Vol.1), serie regolare (conclusa), Maxx appare nel n.9, di Jim Valentino (testi-matite), Image Comics (editore), settembre 1994.
- Bloodwulf, miniserie di 4 numeri, Maxx appare nel n.2, di Andy Mangels (testi) e Daerick Gross (disegni), Image Comics (editore), marzo 1995.
- Freak Force (Vol.1), serie regolare (conclusa), Maxx appare nel n.15, di Keith Giffen - Erik Larsen (testi), Victor Bridges (matite), Chad Hunt (chine), Image Comics (editore), marzo 1995.
- Friends of Maxx, miniserie di 3 numeri, S.Keith (testi), S.Keith (matite), S.Keith - J.Sinclair (chine), Image Comics (editore), aprile 1996 - marzo 1997.
- The Savage Dragon (Vol.2), serie regolare, Maxx appare nei nn.27-28, di Erik Larsen (testi-disegni), Image Comics (editore), aprile-maggio 1996.
- Mars Attacks Image, miniserie di 4 numeri, Maxx appare nei nn.2-3. di Keith Giffen - Gary Carlson (testi), Andy Smith - Bill Sienkiewicz (disegni), Image Comics (editore), gennaio-febbraio 1997.
- Altered Image, miniserie di 3 numeri, Maxx è presente in ogni albo, di Jim Valentino (testi-matite), Image Comics (editore), aprile-settembre 1998.
- The Maxx: Maxximized, nn.1-35, serie regolare (nuova edizione rimasterizzata e ricolarata di The Maxx, conclusa), AA.VV. (testi-disegni), Ronda Pattison (colori), IDW Publishing (editore), novembre 2013-settembre 2016.
- Hero Comics 2014, albo unico, presenta storie di AA.VV. tra le quali una nuova di Maxx scritta e disegnata da Sam Kieth, IDW Publishing (editore), ottobre 2014.
- Batman/The Maxx: Arkham Dreams, miniserie di 5 (conclusa), Sam Keith e John Layman (testi) - Sam Keith (disegni), IDW Publishing/DC Comics (editori), 3 ottobre 2018 - 4 novembre 2020.
- The Maxx 100-Page Giant, albo di 100 pagine che raccoglie storie tratte dalla serie regolare "The Maxx" in occasione del ventesimo anniversario dalla fondazione della IDW, Sam Kieth (testi e disegni), IDW Publishing, febbraio 2019[7].

## Biografia del personaggio
Maxx è un senzatetto che vive in un vicolo dentro una scatola di cartone. Il suo nome è Dave e crede di essere un supereroe. Infatti indossa sempre una maschera e un costume con due guanti gialli muniti di uncini. La sua muscolatura è deformata e ipertrofica, dandogli una forza superiore ad un normale essere umano. Sviluppa un legame particolare con un'assistente sociale di nome Julie Winters, vittima in passato di una violenza sessuale.
Maxx si ritrova inoltre catapultato in diverse realtà oniriche e tra queste la più frequente è la terra selvaggia dell'Outback australiano. In questo luogo incontra una ragazza (definitasi Jungle Queen) che ha bisogno del suo aiuto. Questa realtà è a sua volta però generata dallo stesso subconscio di Julie. La ragazza è la causa della origine segreta di Maxx come supereroe in quanto è stata lei ad investirlo in macchina e, ancora turbata per la violenza subita, decide di non aiutarlo ma lo abbandona in un vicolo. In quell'istante si apre un portale dimensionale, forse per volere dell'inconscio di Julie, che lega Dave alla terra magica dell'Outback. L'importanza di questo luogo per Julie nasce da piccola quando un individuo che credeva uno zio gli raccontava storie su questa mitica terra.
In quel periodo lei possedeva un coniglietto a cui si era molto affezionata ma che la madre uccide perché gli dice essere malato. Per non farlo svanire nell'oblio, la bambina continua a far vivere lo spirito dell'animale nella sua terra del sogno, cioè l'Outback. Questa dimensione onirica prende quindi forma e consistenza nel corso dello sviluppo della ragazza. Qui vi crea un intero mondo dove rifugiarsi e prendere un'altra identità, quella di Jungle Queen. Questo luogo diviene però capace di attrarre dentro di se le coscienze di altri individui quali lo stesso Maxx e la persona che credeva essere suo zio e che qui prende il nome di Mister Gone.

## Raccolte originali
- Sam Kieth's The Maxx, Vol.1 Artist's Edition HC, raccoglie i primi sei numeri della serie The Maxx e la storia tratta da Darker Image n.1, le pagine sono in bianco e nero, ricavate tramite scanning dalle tavole originali realizzate dall'artista e ne rispettano i dettagli e le dimensioni, 168 pp., edizione cartonata. Editore: IDW Publishing. Distribuita nel dicembre 2015.
- Batman/The Maxx: Arkham Dreams, Sam Kieth (testi, disegni e copertina), raccolta in volume cartonato di 144 pp. della miniserie omonima, include le copertine incentivo per i rivenditori (o "Retailer incentive covers"), incluse quelle realizzate da Jim Lee, Kelley Jones, Ashley Wood[7]. Editori: IDW Publishing/DC Comics. Distribuita a maggio 2019. ISBN 9781684054329